# Clinocera lapazensis
Clinocera lapazensis är en tvåvingeart som beskrevs av Sinclair 2008. Clinocera lapazensis ingår i släktet Clinocera och familjen dansflugor.
Artens utbredningsområde är Bolivia. Inga underarter finns listade i Catalogue of Life.